# Dolichopus exiguus
Dolichopus exiguus är en tvåvingeart som beskrevs av Zetterstedt 1843. Dolichopus exiguus ingår i släktet Dolichopus, och familjen styltflugor. Arten är reproducerande i Sverige.